# Tarqiup Inua
Na mitologia inuíte, Tarqiup Inua, também conhecido como Tarqeq, é uma divindade lunar.
Os seus nomes incluem: 
- a palavra geral para lua, Tatqeq (Netsilik) e Tarqeq (Iglulik), ou Tarqiup inua para especificar o espírito
- Aningaa, Aningaaq, ou Aningait (Netsilik) e Aningaat (Iglulik) ou Aningaap inua novamente especificando o espírito

Os nomes posteriores estão associados ao Sol e à Lua (mito Inuit).

## Mitologia
Tarqiup Inua é um deus da fertilidade, dos moralmente justos e para os Inuit do Alasca - os animais. O espírito da lua é um homem, um poderoso caçador que habita nos céus.[carece de fontes?]